# Порядие
Порядие (на словашки: Poriadie) е село в западна Словакия, в Тренчински край, в Миява. Населението му е 681 души.
Разположено е на 349 m надморска височина в подножието на Бели Карпати, на 4 km североизточно от Миява. Площта му е 7,87 km². Първото споменаване на селището е от 1955 година. През 1918 година градът преминава от Унгария в новосъздадената Чехословакия, а през 1993 година – в самостоятелна Словакия.